# Lamine Diack (football)
Pour les articles homonymes, voir Diack et Lamine Diack (homonymie).
Lamine Diack, né le 15 novembre 2000 à Dakar (Sénégal), est un footballeur sénégalais qui joue au poste de milieu défensif au FC Sion, prêté par le FC Nantes.

## Biographie

### En club

#### Championnat macédonien (2019-2021)
Lamine Diack commence la pratique du football en tant que milieu de terrain défensif au sein du club dakarois de l'Oslo Football Académie qu'il quitte le 7 juin 2019 pour rejoindre le KF Shkupi (première division macédonienne) avec qui il signe un contrat de deux ans. Il s'y impose rapidement comme un élément clé de l'effectif puisqu'il prend part à 22 des 23 rencontres de championnat du club de Skopje, avant que la saison ne soit interrompue par l'épidémie de Covid-19 qui stoppe définitivement les compétitions sportives du pays à partir du 12 mars 2020. La saison 2020-2021 donne cependant l'occasion à Lamine Diack de réaliser une bonne saison (30 matchs de championnat pour 4 buts) qui permet au KF Shkupi d'atteindre le podium la première fois de son histoire.

#### Championnat turc (2021-2022)
Ses bonnes performances suscitent l'intérêt de Tuzlaspor (en), modeste club de deuxième division turque basé dans le district d'Istanbul, qui l'engage le 11 août 2021. Avec 34 rencontres disputées en championnat dont 25 en tant que titulaire, il contribue au maintien du club de Tuzla qui possède la quatrième meilleure défense de la compétition.
Le 22 juillet 2022 Lamine Diack s'engage avec le Fenerbahçe SK qui ne le recrute cependant que pour le revendre définitivement trois jours plus tard au MKE Ankaragücü dans le cadre d'un contrat de quatre ans (dont un an en option), en plus d'une clause de rachat par le club stambouliote ou d'un pourcentage à la revente. Là aussi, il contribue au maintien aisé de son équipe, pourtant promu de deuxième division, en participant à 25 des 34 matchs de championnat. Par ailleurs, le club ankariote réalise un superbe parcours en coupe de Turquie en ne s'inclinant qu'en demi-finale contre Istanbul Başakşehir après avoir éliminé Trabzonspor et Besiktas.
Lors du mercato d'été 2023, MKE Ankaragücü reçoit plusieurs offres concernant son joueur sénégalais : Maccabi Haïfa (3 millions d'euros + 20 % sur la revente) et FC Nantes (prêt de 500 000 € + option d'achat de 2 millions d'euros).

#### FC Nantes (depuis 2023)
Le 31 juillet 2023, le FC Nantes annonce l'arrivée de Lamine Diack en prêt avec option d'achat obligatoire.
Le FC Nantes lève l’option d’achat et prête Lamine Diack au Colorado Rapids.

### En sélection
Lamine Diack est appelé par le sélectionneur des moins de 20 ans du Sénégal Youssoupha Dabo pour prendre part à la Coupe d'Afrique des nations dont il dispute deux rencontres. Il fait ses débuts le 9 février 2019 à l'occasion de la troisième journée de phase de groupe contre le Burkina Faso (victoire 5-1). Il doit ensuite attendre la finale contre le Mali qui se tient le 17 février pour retrouver le terrain. Il remplace Ousseynou Cavin Diagne à la mi-temps tandis que son équipe est menée 1-0. Le Sénégal parvient néanmoins à revenir au score grâce à Amadou Dia Ndiaye qui emmène son équipe en prolongation. Les Lionceaux de la Téranga s'inclinent lors de la séance de tirs au but au cours de laquelle Lamine Diack réussit néanmoins à inscrire le sien.

## Palmarès
- Championnat de Macédoine du Nord :
  - Vice-champion en 2021.

- Coupe d'Afrique des nations -20 ans :
  - Finaliste en 2019.

## Statistiques
| Saison                | Club                   | Championnat           | Championnat | Championnat | Coupe(s) nationale(s) | Coupe(s) nationale(s) | Compétition(s) continentale(s) | Compétition(s) continentale(s) | Compétition(s) continentale(s) | Total | Total |
| Saison                | Club                   | Division              | M.          | B.          | M.                    | B.                    | Comp.                          | M.                             | B.                             | M.    | B.    |
| 2019-2020             | KF Shkupi              | 1. MFL                | 22          | 1           | 2                     | 0                     | C3                             | 2                              | 0                              | 26    | 1     |
| 2020-2021             | KF Shkupi              | 1. MFL                | 30          | 4           | 1                     | 0                     | C3                             | 1                              | 0                              | 32    | 4     |
| Sous-total            | Sous-total             | Sous-total            | 52          | 5           | 3                     | 0                     | -                              | 3                              | 0                              | 58    | 5     |
| 2021-2022             | Tuzlaspor (en)         | 1. Lig                | 34          | 2           | 1                     | 0                     | -                              | -                              | -                              | 35    | 2     |
| 2022-2023             | MKE Ankaragücü         | Süper Lig             | 26          | 2           | 6                     | 1                     | -                              | -                              | -                              | 32    | 3     |
| 2023-2024             | FC Nantes (prêt)       | Ligue 1               | 1           | 0           | 0                     | 0                     | -                              | -                              | -                              | 1     | 0     |
| 2024                  | Colorado Rapids (prêt) | MLS                   | 4           | 0           | 0                     | 0                     | -                              | -                              | -                              | 4     | 0     |
| 2024-2025             | Hatayspor (prêt)       | Süper Lig             | 21          | 0           | 2                     | 0                     | -                              | -                              | -                              | 23    | 0     |
| Total sur la carrière | Total sur la carrière  | Total sur la carrière | 138         | 9           | 12                    | 1                     | -                              | 3                              | 0                              | 153   | 10    |